# ارتم پادون
ارتم پادون (اوکراینی: Артём Васильевич Падун؛ زادهٔ ۲ اوت ۱۹۸۳) بازیکن فوتبال اهل اوکراین است.